# Gran Premio motociclistico di Spagna 2019
Il Gran Premio motociclistico di Spagna 2019 si è svolto il 5 maggio presso il circuito di Jerez de la Frontera come quarta prova del motomondiale 2019. Nella classe MotoGP la vittoria è stata ottenuta da Marc Márquez su Honda, seguito da Álex Rins e Maverick Viñales. Nella gara della Moto2, interrotta una prima volta con bandiera rossa e poi ripresa con una durata ridotta a 15 giri, ha vinto, per la terza volta durante la stagione, Lorenzo Baldassarri davanti ai piloti di casa Jorge Navarro e Augusto Fernández. Nella classe Moto3 ha vinto Niccolò Antonelli seguito da Tatsuki Suzuki e Celestino Vietti. 

## MotoGP

### Arrivati al traguardo
| Pos. | Nº | Pilota            | Squadra                     | Motocicletta       | Giri | Tempo     | Griglia | Punti |
| ---- | -- | ----------------- | --------------------------- | ------------------ | ---- | --------- | ------- | ----- |
| 1º   | 93 | Marc Márquez      | Repsol Honda                | Honda RC213V       | 25   | 41'08.685 | 3º      | 25    |
| 2º   | 42 | Álex Rins         | Suzuki Ecstar               | Suzuki GSX-RR      | 25   | +1,654    | 9º      | 20    |
| 3º   | 12 | Maverick Viñales  | Monster Energy Yamaha       | Yamaha YZR-M1      | 25   | +2,443    | 5º      | 16    |
| 4º   | 4  | Andrea Dovizioso  | Mission Winnow Ducati       | Ducati Desmosedici | 25   | +2,804    | 4º      | 13    |
| 5º   | 9  | Danilo Petrucci   | Mission Winnow Ducati       | Ducati Desmosedici | 25   | +4,748    | 7º      | 11    |
| 6º   | 46 | Valentino Rossi   | Monster Energy Yamaha       | Yamaha YZR-M1      | 25   | +7,547    | 13º     | 10    |
| 7º   | 21 | Franco Morbidelli | Petronas Yamaha SRT         | Yamaha YZR-M1      | 25   | +8,228    | 2º      | 9     |
| 8º   | 35 | Cal Crutchlow     | LCR Honda Castrol           | Honda RC213V       | 25   | +10,052   | 6º      | 8     |
| 9º   | 30 | Takaaki Nakagami  | LCR Honda Idemitsu          | Honda RC213V       | 25   | +10,274   | 8º      | 7     |
| 10º  | 6  | Stefan Bradl      | Team HRC                    | Honda RC213V       | 25   | +13,402   | 14º     | 6     |
| 11º  | 41 | Aleix Espargaró   | Aprilia Racing Team Gresini | Aprilia RS-GP      | 25   | +15,431   | 16º     | 5     |
| 12º  | 99 | Jorge Lorenzo     | Repsol Honda                | Honda RC213V       | 25   | +18,473   | 11º     | 4     |
| 13º  | 44 | Pol Espargaró     | Red Bull KTM Factory Racing | KTM RC16           | 25   | +20,156   | 17º     | 3     |
| 14º  | 5  | Johann Zarco      | Red Bull KTM Factory Racing | KTM RC16           | 25   | +26,706   | 18º     | 2     |
| 15º  | 53 | Esteve Rabat      | Reale Avintia Raing         | Ducati Desmosedici | 25   | +28,513   | 20º     | 1     |
| 16º  | 17 | Karel Abraham     | Reale Avintia Raing         | Ducati Desmosedici | 25   | +36,858   | 21º     |       |
| 17º  | 38 | Bradley Smith     | Aprilia Factory Racing      | Aprilia RS-GP      | 25   | +41,39    | 19º     |       |
| 18º  | 88 | Miguel Oliveira   | Red Bull KTM Tech 3         | KTM RC16           | 25   | +41,57    | 22º     |       |
| 19º  | 55 | Hafizh Syahrin    | Red Bull KTM Tech 3         | KTM RC16           | 25   | +50,568   | 23º     |       |

### Ritirati
| Nº | Pilota            | Squadra             | Motocicletta       | Giri | Griglia |
| -- | ----------------- | ------------------- | ------------------ | ---- | ------- |
| 43 | Jack Miller       | Pramac Racing       | Ducati Desmosedici | 22   | 15º     |
| 36 | Joan Mir          | Suzuki Ecstar       | Suzuki GSX-RR      | 20   | 12º     |
| 20 | Fabio Quartararo  | Petronas Yamaha SRT | Yamaha YZR-M1      | 13   | 1º      |
| 63 | Francesco Bagnaia | Pramac Racing       | Ducati Desmosedici | 6    | 10º     |

## Moto2
Nel corso del primo giro si sono avute varie cadute che hanno costretto all'interruzione della gara con bandiera rossa. I piloti che hanno subito le peggiori conseguenze sono stati Remy Gardner e Dimas Ekky Pratama che non hanno preso il via in occasione della ripartenza.

### Arrivati al traguardo
| Pos. | Nº | Pilota                | Squadra                      | Motocicletta | Giri | Tempo     | Griglia | Punti |
| ---- | -- | --------------------- | ---------------------------- | ------------ | ---- | --------- | ------- | ----- |
| 1º   | 7  | Lorenzo Baldassarri   | Flexbox HP 40                | Kalex        | 15   | 25'33.841 | 6º      | 25    |
| 2º   | 9  | Jorge Navarro         | HDR Heidrun Speed Up         | Speed Up     | 15   | +0,359    | 1º      | 20    |
| 3º   | 40 | Augusto Fernández     | Flexbox HP 40                | Kalex        | 15   | +1,091    | 3º      | 16    |
| 4º   | 12 | Thomas Lüthi          | Dynavolt Intact GP           | Kalex        | 15   | +2,428    | 8º      | 13    |
| 5º   | 41 | Brad Binder           | Red Bull KTM Ajo             | KTM          | 15   | +3,767    | 10º     | 11    |
| 6º   | 97 | Xavi Vierge           | EG 0,0 Marc VDS              | Kalex        | 15   | +4,955    | 12º     | 10    |
| 7º   | 45 | Tetsuta Nagashima     | Onexox TKKR SAG              | Kalex        | 15   | +7,842    | 9º      | 9     |
| 8º   | 10 | Luca Marini           | SKY Racing Team VR46         | Kalex        | 15   | +8,026    | 13º     | 8     |
| 9º   | 11 | Nicolò Bulega         | SKY Racing Team VR46         | Kalex        | 15   | +8,571    | 5º      | 7     |
| 10º  | 27 | Iker Lecuona          | American Racing KTM          | KTM          | 15   | +10,235   | 16º     | 6     |
| 11º  | 33 | Enea Bastianini       | Italtrans Racing             | Kalex        | 15   | +10,445   | 18º     | 5     |
| 12º  | 21 | Fabio Di Giannantonio | HDR Heidrun Speed Up         | Speed Up     | 15   | +12,708   | 7º      | 4     |
| 13º  | 77 | Dominique Aegerter    | MV Agusta Idealavoro Forward | MV Agusta F2 | 15   | +14,179   | 23º     | 3     |
| 14º  | 5  | Andrea Locatelli      | Italtrans Racing             | Kalex        | 15   | +15,47    | 15º     | 2     |
| 15º  | 23 | Marcel Schrötter      | Dynavolt Intact GP           | Kalex        | 15   | +16,188   | 14º     | 1     |
| 16º  | 64 | Bo Bendsneyder        | NTS RW Racing GP             | NTS          | 15   | +18,335   | 20º     |       |
| 17º  | 35 | Somkiat Chantra       | Idemitsu Honda Team Asia     | Kalex        | 15   | +20,944   | 21º     |       |
| 18º  | 4  | Steven Odendaal       | NTS RW Racing GP             | NTS          | 15   | +22,591   | 26º     |       |
| 19º  | 3  | Lukas Tulovic         | Kiefer Racing                | KTM          | 15   | +25,896   | 28º     |       |
| 20º  | 16 | Joe Roberts           | American Racing KTM          | KTM          | 15   | +27,15    | 27º     |       |
| 21º  | 62 | Stefano Manzi         | MV Agusta Idealavoro Forward | MV Agusta F2 | 15   | +27,887   | 19º     |       |
| 22º  | 72 | Marco Bezzecchi       | Red Bull KTM Tech 3          | KTM          | 15   | +28,312   | 25º     |       |
| 23º  | 65 | Philipp Öttl          | Red Bull KTM Tech 3          | KTM          | 15   | +29,063   | 30º     |       |
| 24º  | 73 | Álex Márquez          | EG 0,0 Marc VDS              | Kalex        | 15   | +32,311   | 2º      |       |
| 25º  | 18 | Xavier Cardelús       | Sama Qatar Ángel Nieto Team  | KTM          | 15   | +1'01.987 | 31º     |       |

### Ritirati
| Nº | Pilota        | Squadra                     | Motocicletta | Giri | Griglia |
| -- | ------------- | --------------------------- | ------------ | ---- | ------- |
| 88 | Jorge Martín  | Red Bull KTM Ajo            | KTM          | 7    | 22º     |
| 22 | Sam Lowes     | Federal Oil Gresini         | Kalex        | 7    | 11º     |
| 54 | Mattia Pasini | Sama Qatar Ángel Nieto Team | KTM          | 5    | 24º     |
| 24 | Simone Corsi  | Tasca Racing                | Kalex        | 3    | 17º     |

## Moto3

### Arrivati al traguardo
| Pos. | Nº | Pilota              | Squadra                     | Motocicletta  | Giri | Tempo     | Griglia | Punti |
| ---- | -- | ------------------- | --------------------------- | ------------- | ---- | --------- | ------- | ----- |
| 1º   | 23 | Niccolò Antonelli   | SIC58 Squadra Corse         | Honda NSF250R | 22   | 39'30.327 | 4º      | 25    |
| 2º   | 24 | Tatsuki Suzuki      | SIC58 Squadra Corse         | Honda NSF250R | 22   | +0,242    | 2º      | 20    |
| 3º   | 13 | Celestino Vietti    | SKY Racing Team VR46        | KTM RC 250 GP | 22   | +0,305    | 3º      | 16    |
| 4º   | 44 | Arón Canet          | Sterilgarda Max Racing Team | KTM RC 250 GP | 22   | +0,472    | 7º      | 13    |
| 5º   | 75 | Albert Arenas       | Sama Qatar Ángel Nieto Team | KTM RC 250 GP | 22   | +0,563    | 9º      | 11    |
| 6º   | 27 | Kaito Toba          | Honda Team Asia             | Honda NSF250R | 22   | +1,133    | 24º     | 10    |
| 7º   | 84 | Jakub Kornfeil      | Redox PrüstelGP             | KTM RC 250 GP | 22   | +1,187    | 12º     | 9     |
| 8º   | 48 | Lorenzo Dalla Porta | Leopard Racing              | Honda NSF250R | 22   | +1,291    | 1º      | 8     |
| 9º   | 79 | Ai Ogura            | Honda Team Asia             | Honda NSF250R | 22   | +1,43     | 20º     | 7     |
| 10º  | 16 | Andrea Migno        | Bester Capital Dubai        | KTM RC 250 GP | 22   | +1,441    | 13º     | 6     |
| 11º  | 40 | Darryn Binder       | CIP Green Power             | KTM RC 250 GP | 22   | +6,836    | 25º     | 5     |
| 12º  | 17 | John McPhee         | Petronas Sprinta Racing     | Honda NSF250R | 22   | +6,851    | 14º     | 4     |
| 13º  | 22 | Kazuki Masaki       | BOE Skull Rider Mugen Race  | KTM RC 250 GP | 22   | +7,104    | 22º     | 3     |
| 14º  | 21 | Alonso López        | Estrella Galicia 0,0        | Honda NSF250R | 22   | +7,113    | 21º     | 2     |
| 15º  | 71 | Ayumu Sasaki        | Petronas Sprinta Racing     | Honda NSF250R | 22   | +7,119    | 11º     | 1     |
| 16º  | 7  | Dennis Foggia       | SKY Racing Team VR46        | KTM RC 250 GP | 22   | +8,968    | 5º      |       |
| 17º  | 14 | Tony Arbolino       | VNE Snipers                 | Honda NSF250R | 22   | +10,252   | 19º     |       |
| 18º  | 61 | Can Öncü            | Red Bull KTM Ajo            | KTM RC 250 GP | 22   | +15,474   | 26º     |       |
| 19º  | 82 | Stefano Nepa        | Fundacion Andres Perez 77   | KTM RC 250 GP | 22   | +30,984   | 16º     |       |
| 20º  | 77 | Vicente Pérez       | Reale Avintia Arizona 77    | KTM RC 250 GP | 22   | +31,035   | 29º     |       |
| 21º  | 54 | Riccardo Rossi      | Kömmerling Gresini          | Honda NSF250R | 22   | +38,862   | 27º     |       |
| 22º  | 83 | Meikon Kawakami     | Fundacion Andres Perez 77   | KTM RC 250 GP | 22   | +47,894   | 31º     |       |
| 23º  | 42 | Marcos Ramírez      | Leopard Racing              | Honda NSF250R | 22   | +1'14.849 | 8º      |       |

### Ritirati
| Nº | Pilota          | Squadra                     | Motocicletta  | Giri | Griglia |
| -- | --------------- | --------------------------- | ------------- | ---- | ------- |
| 76 | Makar Yurchenko | BOE Skull Rider Mugen Race  | KTM RC 250 GP | 21   | 18º     |
| 11 | Sergio García   | Estrella Galicia 0,0        | Honda NSF250R | 18   | 23º     |
| 25 | Raúl Fernández  | Sama Qatar Ángel Nieto Team | KTM RC 250 GP | 18   | 17º     |
| 55 | Romano Fenati   | VNE Snipers                 | Honda NSF250R | 18   | 10º     |
| 69 | Tom Booth-Amos  | CIP Green Power             | KTM RC 250 GP | 18   | 30º     |
| 19 | Gabriel Rodrigo | Kömmerling Gresini          | Honda NSF250R | 14   | 6º      |
| 12 | Filip Salač     | Redox PrüstelGP             | KTM RC 250 GP | 10   | 28º     |
| 5  | Jaume Masiá     | Bester Capital Dubai        | KTM RC 250 GP | 2    | 15º     |